# Missionsvännerna
Missionsvännerna var en religiös sammanslutning bland de svenska immigranterna i Amerika. Missionsvännerna hade sin uppkomst från de andliga rörelser vilka grundats av lekmän inom svenska kyrkan från och med mitten av 1800-talet, särskilt då Carl Olof Rosenius läror.
De kallade sig missionsvänner (eller endast "vänner") då de särskilt intresserade sig för inre och yttre mission. Den första missionsföreningen bildades i Swede Bend, Iowa, den 4 juli 1868 av Carl August Björk vilken räknas som den förste missionspredikanten i Amerika. Nästan samtidigt påbörjades dock även väckelserörelser på andra håll i mellanvästern. I Swede Point, 25 mil norr om Des Moines, predikade Hans Blom och i Galesburg, Illinois verkade "läsargreven" Adolphe Stackelbergs lärjunge Nicolaus Bergensköld.
Även i Chicago bildades en missionsförening vilken ombildades 1869 till församling och inkorporerad med samma rättigheter som ett kyrkosamfund. Svenska evangelisk-lutherska missionssynoden bildades 1873 och omfattade flertalet då existerande svenska missionsförsamlingar i Amerika. Denna slogs år 1885 samman med en annan sammanslutning, Svenska evangelisk-lutherska Ansgariisynoden och bildade "Svenska evangeliska missionsförbundet i Amerika" vilken slutligen blev Evangelical Covenant Church, ett ännu idag existerande lutherskt samfund vilken betraktas som systerkyrka till Svenska Missionskyrkan och har cirka 179 000 medlemmar.